# Kinderarmut in den Industrieländern
Kinderarmut ist die Armut von Personen eines vorgegebenen Altersrahmens; üblicherweise ab der Geburt bis zum 18. Geburtstag. Kinderarmut kann unterschiedlich berechnet werden, wobei normative Komponenten eine Rolle spielen. Kinderarmut wird weithin als Ursache der Unterversorgung in wichtigen Lebensbereichen wie Wohnen oder Ernährung verantwortlich gemacht. Sie kann zu eingeschränkten Entwicklungschancen und schlechteren Bildungschancen bei den betroffenen Kindern führen.

## Zur Berechnung der Kinderarmut und Kritik an der Berechnung
Da existenzgefährdende, absolute Armut in industrialisierten Gesellschaften selten ist, wird Kinderarmut in den Industrieländern als materielle, relative Armut gemessen: Kinder gelten als arm, wenn sie in Haushalten leben, deren Einkommen unterhalb einer relativen Armutsgrenze liegt. Diese Grenze wird unterschiedlich definiert – oft bei 50 % und 60 % des Medians vom jeweiligen gewichteten Nettoäquivalenzeinkommen eines Landes angesetzt.
Andere Studien bezeichnen diejenigen als arm, die auf Sozialleistungen angewiesen sind. Durch die unterschiedliche Definition von Kinderarmut und Art der Berechnung ergeben sich unterschiedliche Armutsquoten, so dass die Vergleichbarkeit von in verschiedenen Staaten ermittelten Zahlen ausscheidet.
Aus soziologischer Sicht wird hervorgehoben, „Armut“ ließe sich nicht rein wissenschaftlich definieren, da in jede Definition normative Komponenten einfließen. Bei der Berechnung des Äquivalenzeinkommens spielt auch die Gewichtung der Haushaltsmitglieder eine Rolle. Die geschieht durch die Äquivalenzskala, die festlegt, welcher Anteil des Bedarfs eines Einpersonenhaushaltes als Bedarf eines Erwachsenen, eines Kindes oder eines Jugendlichen in einem Mehrpersonenhaushalt angenommen wird. Dazu heißt es im ersten Armuts- und Reichtumsbericht der Bundesregierung von 2001: „Herangezogen werden die „Alte OECD-Skala“ (1. Person im Haushalt: Gewicht 1, weitere Haushaltsmitglieder ab 15 Jahren: Gewicht 0,7 und Jugendliche unter 15 Jahre: Gewicht 0,5) und die „Neue OECD-Skala“ (1. Person im Haushalt: Gewicht 1, weitere Haushaltsmitglieder ab 15 Jahren: Gewicht 0,5 und Jugendliche unter 15 Jahren: Gewicht 0,3).“ Eine verschiedene Gewichtung der Personen führt zu Unterschieden in den daraus ermittelten relativen Kinderarmutsquoten.
Diese für Kinder deutlich geringere Gewichtung und deren weitere Absenkung durch die neue OECD-Skala wird auch kritisiert. Nach der alten Skala lag die Gewichtung eines Kindes mit 0,5 nicht nur deutlich höher als jetzt mit 0,3, sie war auch im Vergleich zu einem zusätzlichen über 15-jährigen Haushaltsmitglied mit rund 71 Prozent deutlich höher als jetzt mit 60 Prozent. Bei der Reform der OECD-Skala wurde also die Gewichtung von Kindern relativ besonders stark abgesenkt.
Die Festsetzung der OECD unterscheidet sich auch von den Erfahrungen der Sozialbehörden. Die von den Jobcentern in Deutschland gezahlten Leistungen für ein Kind entsprechen rund 50 bis 60 Prozent dessen, was für einen alleinstehenden Erwachsenen gezahlt wird und liegen damit ähnlich hoch wie für einen zusätzlichen Erwachsenen. Dabei wurden sowohl Arbeitslosengeld II beziehungsweise Sozialgeld als auch Leistungen für Unterkunft und Heizung sowie Sonderzahlungen berücksichtigt.

## Zur Kinderarmut allgemein

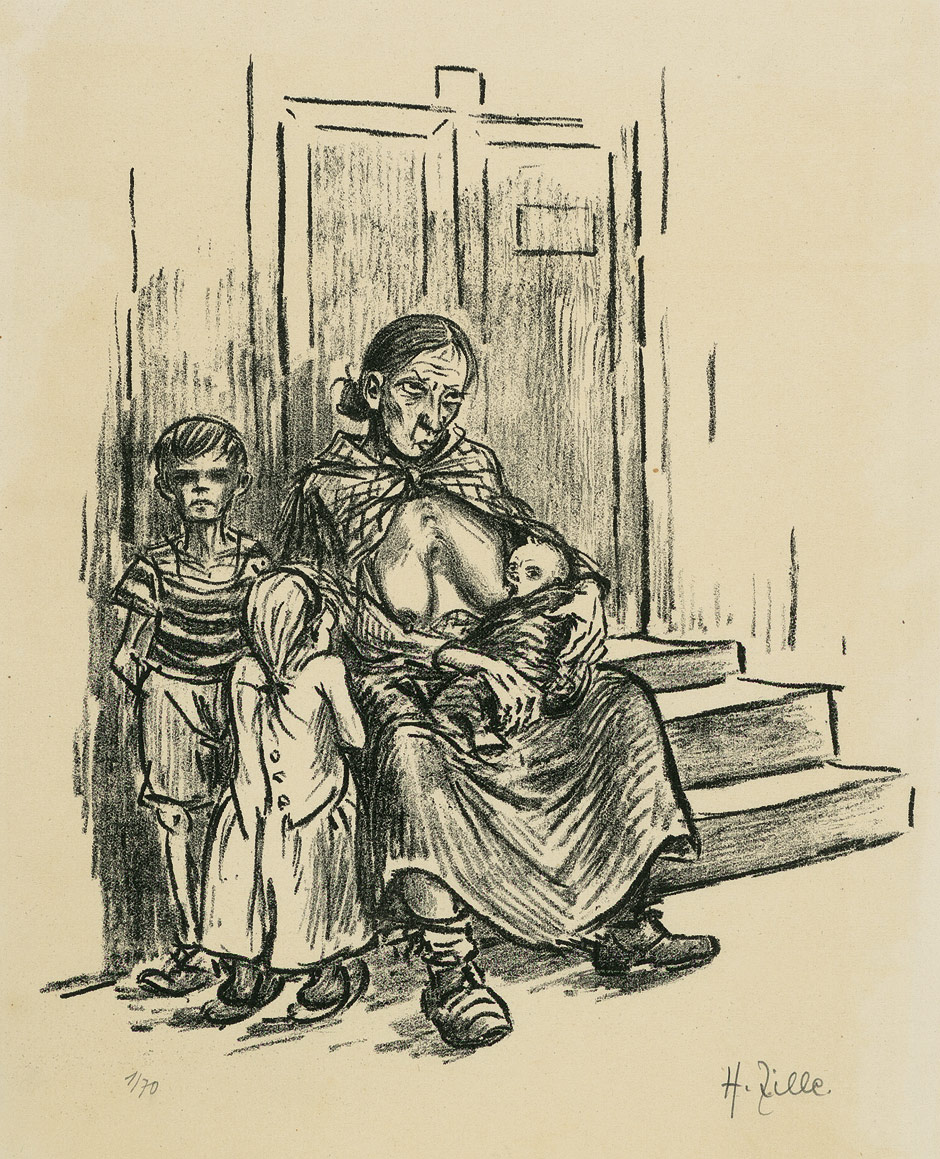
Lithographie Hunger von Heinrich Zille (1924)

Einer Studie der UNICEF zufolge stieg in den Jahren 1995 bis 2005 die Anzahl der in Armut lebenden Kinder in 17 und fiel in sieben von 24 OECD-Staaten. Sechs der sieben Staaten mit fallender Kinderarmut hatten zuvor ein sehr hohes Niveau der Kinderarmut. Lediglich Norwegen war ein Industriestaat mit geringer und kontinuierlich fallender Kinderarmut.
Am stärksten stieg die Kinderarmut in Polen (+4,3 %), Luxemburg (+4,1 %) und der tschechischen Republik (+4,1 %). Am stärksten sank sie in England (−3,1 %), den USA (−2,8 %) und Norwegen (−1,8 %). Auch in Deutschland war der Anstieg mit +2,7 % überdurchschnittlich.
Das Ausmaß von Kinderarmut ist durch soziale oder steuerliche Maßnahmen steuerbar, wie sich an den skandinavischen Ländern nachweisen lässt, die selbst bei Alleinerziehenden oder Paarfamilien ohne Einkommensbezieher signifikant niedrige Armutsquoten aufweisen.
Kinderarmut geht oft mit schlechter Gesundheit und verzögerter emotionaler und kognitiver Entwicklung einher. Kinder, die in Armut aufwachsen, erbringen – wie für Deutschland durch die World Vision Kinderstudien und die Shell Jugendstudien nachwiesen – schlechtere schulische Leistungen als andere Kinder, besuchen in Ländern mit gegliedertem Schulsystem seltener höhere Schulformen, kommen im Erwachsenenalter weniger häufig an Hochschulen, werden häufiger schon im minderjährigen Alter Eltern, rauchen häufiger, benutzen öfter illegale Drogen und sind als Erwachsene häufiger arbeitslos.
Armutslagen im Elternhaus prägen nicht alle Kinder gleichermaßen negativ. Elterliche Ressourcen wie Werthaltungen und Bewältigungsstrategien, Humankompetenz und kulturelles Kapital können dazu beitragen, dass sich Kinder trotz Armut gut entwickeln. Studien aus Dresden zeigen, dass Eltern sich oft bemühen, ihre Kinder vor den Auswirkungen der Armut zu schützen. 
Besonders Eltern, die selbst über eine hohe Bildung verfügen, oder generell selber sozial abgestiegen sind, engagieren sich trotz Armut stark für den schulischen Werdegang ihrer Kinder. Auch Kinder, die in kulturellen Milieus aufwachsen, die sich durch gegenseitige Hilfestellung und starke Familienwerte auszeichnen, scheinen vor den Auswirkungen der Armut weitgehend geschützt. Dazu zählen etwa Kinder von Minderheiten wie der vietnamesischen Minderheit in den USA und Bauernkinder der meisten Länder Europas und der USA.
Kinderarmut wird sowohl aufgrund des Mitgefühls mit betroffenen Kindern als auch wegen der möglichen langfristigen Wirkungen auf die Gesellschaft gesellschaftlich meist sehr ernst genommen. Beispielsweise weist man darauf hin, dass sich die durch langfristige Armut aufstauenden Emotionen Wut, Hass und Verzweiflung in Kleinkriminalität und organisiertem Verbrechen ausdrücken und langfristig Kosten für Gewalt- und Drogenbekämpfung nach sich ziehen können.
Kinderarmut ist nicht nur Ausdruck eines temporären Mangels, sondern kann auch als Defizit an Zukunftschancen begriffen werden. Eine zukunftsorientierte Kinderpolitik kann Vorteile in den Vordergrund stellen, die sich im Sinne der Humankapitaltheorie ergeben, wenn Menschen auf zukünftige Entwicklungen und Herausforderungen vorbereitet sind. Durch rechtzeitige Investitionen können soziale Folgekosten verringert werden, die sich andernfalls für nachträgliche Versuche der Integration und Qualifikation erwarten lassen.
Dies kann über verbesserte Ausbildungsmöglichkeiten von Kindern auf allen Gebieten erreicht werden, wozu einige bildungsökonomische Erwägungen ausgearbeitet sind.
Die Bedeutung verbesserter Ausbildung zeigt sich beispielhaft am Zugang zu Medien und Informationen sowie des kompetenten Umgangs mit ihnen. Kennzahlen über die Zugriffsmöglichkeiten von Kindern auf Computer und das Internet sind hierfür eine breit akzeptierte Messgröße. Modelle aus skandinavischen Ländern nach dem Prinzip „jedem Kind seinen PC und seine Online-Verbindung auf Staatskosten“ zeigen, dass eine Vorbereitung der zukünftigen Berufsgeneration angesichts der globalisierten Welt sinnvoll und staatswirtschaftlich ohne Schwierigkeit finanzierbar ist. Ähnlichen Zielen dient der 100-Dollar-Laptop im Rahmen des Projektes One Laptop per Child, das sich an Schüler und Schulen in Entwicklungs-, Schwellen- und Industrieländern richtet.

## Geschichte
Materielle Armut war je nach Zeit und Gesellschaftsform unterschiedlich geprägt. Das Verständnis der Armut und der Umgang mit dieser hing stark von der Zeitepoche ab. Kinderarmut wurde in den meisten Industrieländern seit der industriellen Revolution als Bestandteil der sozialen Frage thematisiert. Die Wohn- und Ernährungsverhältnisse breiter Schichten der Bevölkerung waren, vom heutigen Standpunkt aus betrachtet, katastrophal.
Um 1840 starben z. B. in der englischen Stadt Manchester noch 57 % der Arbeiterkinder vor dem fünften Lebensjahr.
Aufgrund der niedrigen Löhne ihrer Eltern waren viele Arbeiterkinder in der Frühzeit der Industrialisierung gezwungen zu arbeiten.
Seit Ende des 19. Jahrhunderts wurde zwischen Politik und Wissenschaft nach Lösungen gesucht, wie die Armutsspirale durchbrochen werden könnte. Damals hatte z. B. der englische Sozialforscher Charles Booth die Lebensverhältnisse von Arbeitern in London dokumentiert. Er schlug z. B. vor, Arme so über die Stadt zu verteilen, dass etwa Kinderreichtum und schlechte Wohnsituation möglichst ohne Folgen blieben.
Im Jahr 1890 belegte der amerikanische Journalist Jacob Riis mit Fotografien die Lebensverhältnisse von Kindern in New Yorker Slums.
Zeitgleich führte Reichskanzler Otto von Bismarck in Deutschland die ersten Sozialgesetze ein; eine Reaktion auf die wachsende Verelendung vieler Arbeiterfamilien.
Seit Beginn des 20. Jahrhunderts begann die Armut in den meisten industrialisierten Ländern zu sinken, bis die Weltwirtschaftskrise ab 1929 zu einem Wiederanstieg führte. Ab 1939 führten der Zweite Weltkrieg speziell bei Kindern zeitweise okkupierter Länder und die Nachkriegszeit zu einem dramatischen Anwachsen von Obdachlosigkeit, Hunger und Armut.
Ab der Mitte des 20. Jahrhunderts schien Armut fast besiegt. In Deutschland kam es zum Wirtschaftswunder. Einige Zeit später waren auch für Arbeiterfamilien Urlaubsreisen und Autos erschwinglich. Sie konnten nun einen Lebensstil pflegen, der eine Generation zuvor noch der Mittelschicht vorbehalten war. Soziologen wie Helmut Schelsky sprachen von der „nivellierten Mittelstandsgesellschaft“, in der die Mittelschicht immer umfangreicher werde und die Mehrheit der Menschen sich zum Mittelstand gehörig fühle.
In den 1960er Jahren betraf Armut nur eine Minderheit der Kinder. 1965 war in Deutschland nur jedes 75. Kind unter sieben Jahren auf Sozialhilfe angewiesen. Danach begann die Kinderarmut wieder deutlich zu steigen.
Seit Beginn der Industrialisierung hat die Kinderarmut ihr Gesicht verändert. Sie ist nun nicht mehr absolute, sondern relative Armut, die sich nicht mehr im Mangel an Nahrung, Unterkunft, Kleidung und Zugang zur Schule, sondern in Erscheinungsformen wie eingeschränkter materieller Grundversorgung, verminderten Bildungschancen, schlechterer Gesundheit und geringerer soziale Teilhabe zeigt.

## Auswirkungen und Zusammenhänge
Armut kann negative Konsequenzen für die kindliche Entwicklung haben. Ob es wirklich zur Ausbildung von Defiziten und Problemen kommt, hängt jedoch von vielerlei Faktoren ab. Was die Belastungen betrifft, entscheidet vor allem die Anzahl der Risikofaktoren, ob ernsthafte Schäden bei Kindern eintreten. Armut steht oft in Korrelation mit anderen Risikofaktoren, wie zum Beispiel einem niedrigen Bildungsgrad oder einer psychischen Erkrankung der Eltern oder der Zugehörigkeit zu einer diskriminierten Minderheit. Studien beweisen, dass einer dieser Risikofaktoren allein die kindliche Entwicklung oft kaum beeinträchtigt, treten jedoch mehrere Risikofaktoren gleichzeitig auf, ist das Kind mit der Bewältigung der Probleme überfordert und es zeigen sich negative Konsequenzen. Neben den Risikofaktoren spielen auch Schutzfaktoren (etwa die enge Bindung an eine Bezugsperson oder ein sogenanntes „positives Temperament“) eine Rolle. Diese können die Auswirkungen der Risikofaktoren abmildern. Roland Merten, Staatssekretär im Thüringer Kultusministerium und Professor für Sozialpädagogik an der Universität Jena spricht von multipler Deprivation, von verschiedenen Elementen, die alle negativ in einen Kreis zusammenwirken.

### Gesundheit
Die folgenden Ausführungen über ungleiche Gesundheitschancen beziehen sich im Detail auf Deutschland, lassen sich jedoch großteils auf die Mehrheit der Industrieländer übertragen. Eine Ausnahme bilden hier die sehr armen Industrieländer wie Polen, wo Armut nicht mit Übergewicht, sondern mit Unterernährung einhergeht.

#### Allgemein
Nach Angaben von Klaus Peter Strohmeier, Professor für Stadt- und Regionalsoziologie, sind 80 % der Jugendlichen der bürgerlichen Viertel Bochums gesund. In den Großsiedlungen sind es nur 10 bis 15 %. Krankheiten, die mit Kinderarmut einhergehen, sind vor allem Übergewicht und motorische Störungen.
Dauerhafte Armutserfahrung während der Grundschulzeit führt offenbar zu einer deutlich erhöhten motorischen Unruhe. Der Berufsverband der Kinder- und Jugendärzte fordert, dass Kinderarmut in Zukunft entschieden bekämpft wird. Der Präsident des Verbandes, Wolfram Hartmann, warnt vor den Folgen der Kinderarmut: Entwicklungsstörungen, Übergewicht, Drogenkonsum, lückenhafter Impfschutz und chronische Krankheiten: die gesundheitlichen Schäden, die eng mit Kinderarmut verbunden sind, sind dramatisch.

#### Sozialkapital
Es muss nicht jedes Kind in Armut mit den gleichen Risiken für Gesundheit und Entwicklung rechnen. Mitentscheidend sind die individuellen und familiären Ressourcen, wie zum Beispiel die Unterstützung bzw. die soziale Integration, die das betroffene Kind in der Familie, im Freundeskreis, in der Umgebung (Nachbarschaft) oder in der Schule erfährt (Sozialkapital). Es wird zwischen einer strukturellen und einer individuellen kognitiven Komponente des Sozialkapitals unterschieden. Die individuelle kognitive Komponente wird auch als soziale Kohäsion (Kohäsion (Psychologie)) im Sinne von allseitig anerkannten Normen, Gefühl von Stabilität und Sicherheit in der jeweiligen Gemeinde und Kommune beschrieben. Die bisherigen Befunde stützen die Ansicht, dass es eine positive Korrelation zwischen Gesundheit und Sozialkapital gibt. Fehlen umgekehrt solche personalen als auch psychosozialen Ressourcen, verstärkt der Mangel an Sozialkapital etwaige exogene krankmachende Einflüsse.

#### Schwangerschaft
Die schlechteren Gesundheitschancen wirken sich in vielen Bereichen aus. Bereits in der Schwangerschaft haben arme Kinder schlechtere Chancen. Kinder armer Mütter kommen häufiger zu früh zur Welt als Kinder wohlhabenderer Mütter, was im späteren Leben zu Lernstörungen, Problemverhalten und Intelligenzentwicklungsstörungen führen kann.
In der unteren sozialen Schicht rauchen 40 % während der Schwangerschaft. In drei von vier Haushalten mit Kindern unter sechs Jahren wird geraucht.

#### Umwelteinflüsse
Arme Kinder werden darüber hinaus nicht selten Opfer von Umweltverschmutzung. Umweltbundesamt-Präsident Andreas Troge berichtete, dass sie besonders Autoabgas- und Nikotin-Vergiftungen erlitten, die deutlich mit ihrem Aufwachsen in ärmlichen Wohnvierteln zusammenhingen. Arme Kinder verunglücken häufiger als nichtarme Kinder. Sie haben doppelt so häufig Verkehrsunfälle und Verbrühungen wie Kinder aus wohlhabenden Familien. Auch bei tödlichen Unfällen sind arme Kinder überrepräsentiert.

#### Ernährung
Arme Kinder ernähren sich oft ungesünder als reiche. So nehmen sie mehr Fleisch, Fast-Food, Chips und Limonaden und weniger Obst, Gemüse und Vollkornbrot zu sich. Infolgedessen leiden sie häufiger unter Vitaminmangel, Müdigkeit, Konzentrationsproblemen und Übergewicht. Wie die Sendung Planet Wissen berichtete, können sich Arbeitslosengeld-II-Empfänger nicht gesund ernähren, da das Geld nicht für die von der Deutschen Gesellschaft für Ernährung (DGE) empfohlene Tagesration reicht.

#### Psyche
Ein Teil psychischer Erkrankungen wird durch soziale Faktoren in ihrer Entstehung und Ausprägung beeinflusst. Dies bedeutet für arme Kinder, ein erhöhtes Risiko für psychische Störungen zu entwickeln und aufgrund vielfältiger armutsbezogener struktureller Defizite wie dem Fehlen von Interventions- und Präventionsmöglichkeiten der Gefahr einer Chronifizierung der psychischen Störung ausgesetzt zu sein.
Der Kölner Armutsforscher Jürgen Friedrichs geht davon aus, dass Armut dauerhaft psychischen Druck, Stress erzeugt, der sich ebenfalls negativ auf die Gesundheit auswirkt und auch vererbt wird.

### Bildung, Kognition und Intellekt
Viele Kinder aus benachteiligten Wohnvierteln weisen bereits bei der Einschulung Defizite bei Feinmotorik, Grobmotorik und Sprachfähigkeit auf.
Kinder armer Eltern erhalten häufig keine oder unzureichende Frühförderung und entwicklungsunterstützende Therapien. Nach Trabert belegen Daten des Jugendgesundheitsdienstes Köln, dass die Teilnahme an den Vorsorgeuntersuchungen U8 und U9 ebenso wie die Inanspruchnahme von Therapien bei behandlungsbedürftigen Entwicklungsstörungen vom sozialen Status der Eltern abhängen. Eine weitere Untersuchung zur Inanspruchnahme der Vorsorgeuntersuchung U9 zeigte, dass die Teilnahmequote von Kindern aus Familien ohne eigenes Einkommen bei 27 Prozent lag, wohingegen sie insgesamt 61 Prozent betrug.
Der sozioökonomische Status der Eltern bestimmt die Intelligenzentwicklung des Kindes mehr als alle derzeit erfassbaren pränatalen und perinatalen Risikofaktoren.
In Deutschland haben Kinder aus Familien, die lange in Armut leben, durchschnittlich einen um 9 Punkte geringeren IQ als Kinder aus nie verarmten Familien. Kinder, die kürzere Zeit in Armut leben, haben einen um vier Punkte geringeren IQ. Unter armen Kindern ist der Prozentsatz, welcher Gefahr läuft schulisch zu versagen, stark erhöht.
Ähnliche Unterschiede bezüglich der Entwicklung der Intelligenz zeigten sich auch in Studien aus den USA. Bei diesen Studien konnten IQ-Einbußen zwischen 6 und 13 Punkten nachgewiesen werden. Sie belegen, dass sich der niedrige IQ von Kindern aus armen Familien vor allem durch Umweltfaktoren erklären lässt. Während in der Mittelschicht die Intelligenz zu einem großen Teil von der Vererbung beeinflusst wird, lässt sich der niedrige IQ der Kinder aus verarmten Bevölkerungsschichten vor allem durch mangelnde Förderung, schlechte Ernährung und Schulen erklären. Kritiker argumentieren jedoch, dass Intelligenztests, da sie von Personen der Mittelschicht konstruiert würden, nicht die wahren Fähigkeiten armer Kinder messen würden. Siehe dazu auch: Kritik am Intelligenzbegriff
Armut führt nicht immer zu niedriger Intelligenz. Es gibt Ausnahmen von dieser Regel. So zeigten etwa die Oakland Growth and Berkeley Guidance Studies keine signifikanten Auswirkungen von Armut bei Jungen aus der Arbeiter- und Mittelschicht. Arme Mittelschichtsjungen hatten einen Durchschnitts-IQ von 115.9, arme Arbeiterjungen einen Durchschnitts-IQ von 113.1. Die Ergebnisse dieser Studien, die sich mit Individuen beschäftigen, die zwischen 1920 und 1929 in Kalifornien geboren wurden, lassen sich nicht uneingeschränkt auf die heutige Zeit übertragen. Auch sind dies Jungen, die trotz Armut in einer relativ guten sozialen Umgebung aufwuchsen. Doch zeigen sie, dass nicht alles hoffnungslos ist.
Intelligenzentwicklung ist mit speziellen Programmen förderbar. Am bekanntesten wurde hier das Milwaukee Project. In Deutschland gibt es nur wenige solcher Programme. Zwischen Armut, Bildungsarmut und Bildungsbenachteiligung besteht eine Wechselwirkung.
Nach einer Studie der Bertelsmann-Stiftung aus dem Jahr 2009 zieht andererseits die Tatsache, dass etwa jeder fünfte Jugendliche eine nur unzureichende Bildung erhält, in Deutschland volkswirtschaftliche Kosten in Höhe von rund 2,8 Billionen Euro nach sich.
80–90 % der Kinder in Schulen für Lernbehinderte stammen aus dem Armutsmilieu oder andersherum betrachtet: 19 % der Kinder aus der Unterschicht sind auf einer Sonderschule, im Vergleich zu 1 % der Kinder aus der Oberschicht. Die unsichere berufliche und finanzielle Situation der Eltern, schlechte Wohnbedingungen, das Leben in sozialen Brennpunkten, unvollständige Familien, eingeschränkte und einseitige Anregungen und soziale Isolation tragen laut Schlack dazu bei, dass in dieser Lebenswelt die Bedürfnisse der Kinder nicht befriedigt werden können. Dies führt dazu, dass sie ihr intellektuelles Potential nicht erreichen können.
Laut einer im Jahr 2011 veröffentlichten Studie der Vodafone-Stiftung sind Unterschiede in den unterschiedlichen Übergangsquoten von armen und nicht verarmten Kindern zu einem großen Teil auf unterschiedliche Leistung zurückzuführen. Doch auch bei gleicher Leistung werden arme Kinder schlechter benotet.

### Charakter
Ruby Payne vertritt die These, dass das Aufwachsen in Armut wichtige Auswirkungen auf den Charakter habe. Um in Armut zu überleben, müssten arme Kinder eher nonverbal kommunizieren und auf Sinneseindrücke sofort reagieren. In der Schule, in der vornehmlich verbalisiert und abstrahiert wird, ist dies ein Nachteil. Nach Walter Mischel haben arme Kinder weniger Selbstkontrolle und streben stärker nach sofortiger Bedürfnisbefriedigung. Donna Beegle ist der Ansicht, dass arme und wohlhabende Familien in verschiedenen Kulturen lebten. In armen Familien herrsche eine an Spontaneität, Gegenwartsorientierung, Emotionen und ganzheitlichen Sichtweisen ausgerichtete orale Kultur. In wohlhabenden Familien dagegen herrsche die Schriftkultur, welche Selbstdisziplin, die Fähigkeit zielorientierten, analytisch-strategischen Vorgehens, technische Fähigkeiten und Belohnungsaufschub bevorzuge.

### Abweichendes Verhalten
Arme Kinder und Jugendliche sind bei kriminellen und aggressiven Verhaltensweisen überrepräsentiert. Ob diese Jugendlichen Personen sind, die sich von den Werten der Gesellschaft verabschiedet haben, ist nicht geklärt. Eine Einzelstudie von Engel und Hurrelmann legte nahe, dass gerade kriminell gewordene arme Jugendliche die gesellschaftlichen Werte Erfolg und Überlegenheit teilen. Da sie jedoch meinten, diese nicht mit legalen Mitteln erreichen zu können, griffen sie häufig zu gesetzlich verbotenen Mitteln. Die Beziehungen zu den Gleichaltrigen können die Persönlichkeitsbildung ebenfalls entscheidend beeinflussen. Diese Beziehungen hemmen bei Kindern aus der Mittel- und Oberschicht in der Regel auch die Tendenz zur sogenannten Externalisierung und unterbinden damit aggressives und gewalttätiges Verhalten. Den Kindern aus armen Familien fehlen oft vergleichbare Maßstäbe und Vorbilder.

### Mutterschaft Minderjähriger
In Armut aufgewachsene Jugendliche werden viel häufiger im Teenager-Alter schwanger als im Wohlstand aufgewachsene Jugendliche.
In Großbritannien lassen in Armut lebende Teenager etwa doppelt so häufig Abtreibungen vornehmen und bringen zehnmal so häufig ein Kind zur Welt als in Wohlstand lebende Gleichaltrige. Auch in Deutschland erhöht soziale Benachteiligung das Risiko, schon im minderjährigen Alter Mutter zu werden, oft mit fatalen Folgen, da es für minderjährige Mütter schwieriger ist, aus der Armutsfalle zu entkommen.

### Wertetyp
Laut Ronald Inglehart prägt das Aufwachsen in Armut den Wertetyp eines Menschen. Wer in Armut aufgewachsen ist, wird später eher materialistisch eingestellt sein. Er wird religiöser sein, eher zur Vaterlandsliebe tendieren und konservativen Werten zuneigen. Er wird zum Beispiel der Homosexualität eher ablehnend gegenüberstehen und Abtreibungen missbilligen. In der Politik wird er eher konservativ sein. Die sogenannten „neuen politischen Bewegungen“ wie zum Beispiel die Umweltschutzbewegung, die Anti-AKW-Bewegung oder die Friedensbewegungen werden eher von im Wohlstand aufgewachsenen Menschen unterstützt. Diese Tendenzen lassen sich in allen Ländern beobachten, über die Inglehart Daten des World Values Surveys vorliegen.

### Lebenschancen
Die Auswirkungen der Armut auf die Lebenschancen sind verschieden. Es ist falsch, von einer einheitlichen Lebenssituation armer Kinder auszugehen. Armut wirkt am zerstörerischsten, wo sie lange dauert und mit Bildungsarmut der Eltern, Arbeitslosigkeit und dem Leben in benachteiligten Stadtteilen einhergeht.
Es gibt eine Vielzahl von Umständen, die die Auswirkungen von Armut auf die Lebenschancen der Kinder abmildern können. Ein Faktor ist die Berufstätigkeit der Eltern. Kindern der Working Poor (arbeitenden Armen) geht es besser als Kindern Arbeitsloser. Vandell und Ramanan stellten zur Frage der Mütter fest, dass arme Kinder, deren Mütter arbeiteten, als die Kinder jung waren, signifikant bessere Lese- und Rechenleistung erbrachten als andere arme Kinder. Auch Woods und Milne, Myers, Rosenthal und Ginsburg stellten fest, dass arme Kinder von einer Berufstätigkeit der Mutter profitieren und sich dann besser entwickeln.
Arbeitslosigkeit bedeutet jedoch nicht immer, dass die Lebenschancen des Kindes schlecht sind. Eine hohe Bildung der Eltern kann es vor den Auswirkungen von Armut und Arbeitslosigkeit schützen. In einer Dresdner Stichprobe besuchten 62,4 % der Kinder von Eltern, die arm und arbeitslos waren, aber den Abschluss der Erweiterten Oberschule (EOS) hatten, ein Gymnasium. 30,1 % dieser Kinder besuchten die Realschule und nur 8,4 % die Hauptschule.

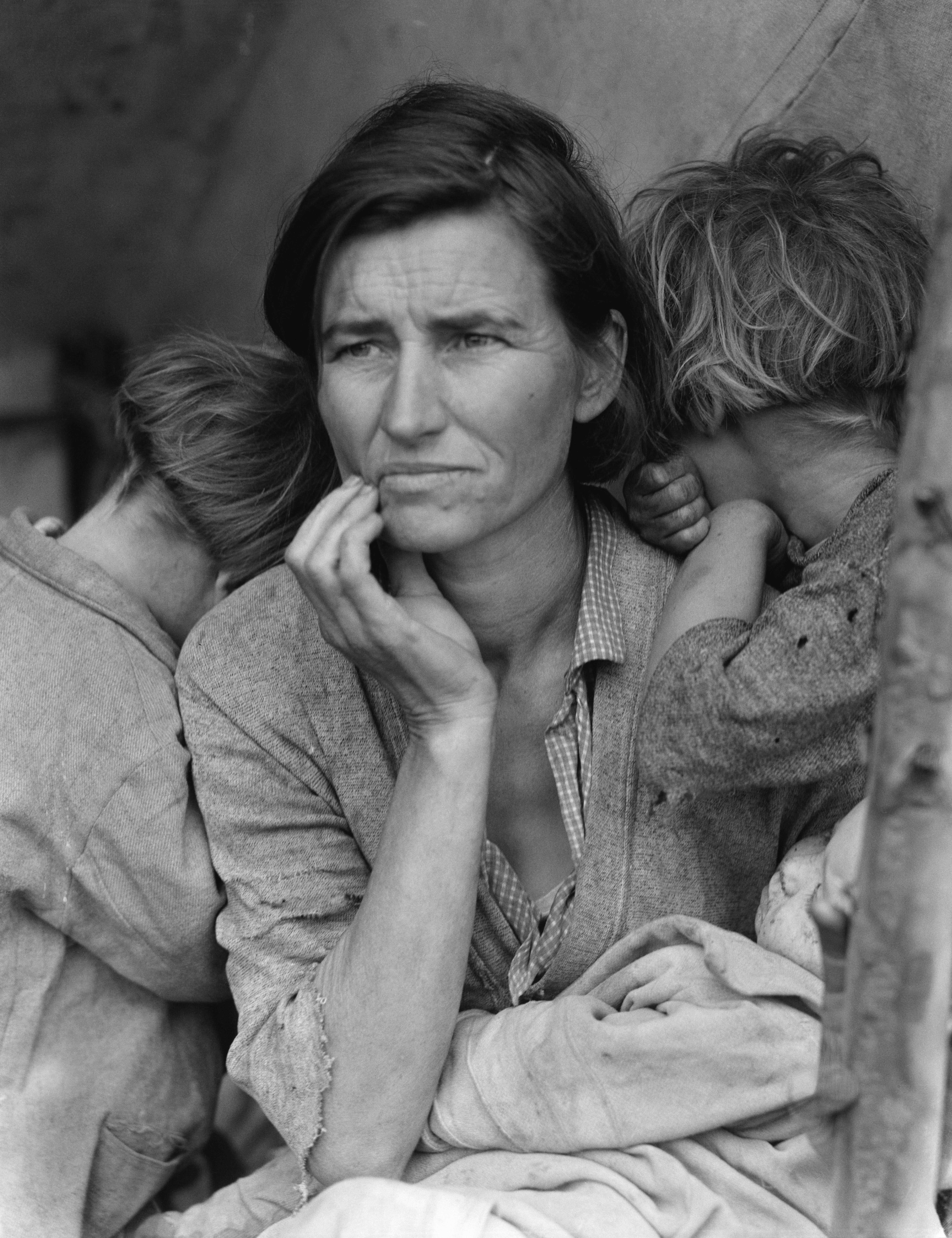
Dorothea Langes Migrant Mother von 1936. Ein ikonenhaftes Bild der Great Depression

Dass Armut auch positiv auf den weiteren Lebensverlauf wirken kann, deutet sich in den Forschungen von Glen Elder an. Er hat den Lebensweg von Kindern nachverfolgt, die zur Zeit der Großen Depression in Armut lebten. Die Kinder wurden zu sozial angepassten Erwachsenen mit starken Familienwerten und sie waren beruflich erfolgreicher als Personen aus Familien, die nie arm gewesen waren.
Es liegen empirische Hinweise vor, dass Armut in der heutigen Zeit vor allem in bildungsfernen Schichten auftritt. Diese können mit den Belastungen der Armut schlechter umgehen als bildungsnahe Familien. Auch weitere Belastungen kumulieren sich in den armen Familien. Dies trägt maßgeblich zu den mangelnden Bildungschancen armer Kinder bei. Bei einer Untersuchung der Arbeiterwohlfahrt wurde festgestellt, dass insgesamt nur 4 % die Chance haben, ein Gymnasium zu besuchen.

### Entkommen aus der Armutsfalle
Da spanische Migranten-Familien in den siebziger Jahren meist arm und ungelernt waren und sie die deutsche Sprache nicht beherrschten, hatten ihre Kinder schlechte Zeugnisse und mit den häufigen Schwierigkeiten von Einwanderern, Fremdheit von Sprache, Mentalität und Kultur zu kämpfen. Heute sind sie in der „Mitte der Gesellschaft“ angekommen und besetzen ähnliche Berufspositionen wie Deutsche. Diesen Aufschwung können starke Selbstorganisation der spanischen Einwanderer und gezielte Bejahung der vollen Integration in das einheimische Schulsystem erklären. In Deutschland wurde diese zum Teil gegen Behörden, die Sonderklassen bilden wollten, durchgesetzt. Dies führte zu guten Schulabschlüssen und entsprechenden Berufserfolgen. Es fällt auf, dass die beruflichen und schulischen Erfolge der Spanier nicht mit einem Verlust ihrer kulturellen Identität einhergehen.
Ein weiteres Beispiel für einen sozialen Aufstieg ist die vietnamesische Bevölkerungsgruppe in Ostdeutschland. Obwohl sie in Armut lebt und die meisten Eltern nur eine geringe formale Bildung haben, erwiesen sich ihre Kinder als erfolgreich in der Schule. Sie machen häufiger das Abitur als Deutsche. In den Familien dieser Herkunftskulturen hat Bildung einen hohen Wert. Migranten aus Asien haben besonders hohe Bildungsansprüche. Gerade für schwache Schüler ist Anstrengung in Vietnam lohnend, Motivation ist für vietnamesische Lehrer, die wie Eltern als Respektspersonen gelten, problemlos zu erzielen, da die Kinder lernbegierig und selbstbeherrscht sind. Es ist gut möglich, dass Vietnamesen auch in Deutschland ähnliche Einstellungen haben.

## Kinderarmut in einzelnen Staaten und Regionen

Kinderarmut in einigen industrialisierten Ländern (Stand 2005 nach UNICEF)

Die internationale UNICEF-Studie „Child Poverty in Rich Countries 2005“ stellte fest, dass die Kinderarmutsquote in der Mehrheit der Industriestaaten von 1995 bis 2005 angestiegen sei und untersuchte Ursachen für diesen Anstieg und für die Unterschiede in den Erfolgen beim Schutz armutsgefährdeter Kinder.
Eine Studie der UNICEF aus dem Jahre 2007 bezieht sechs Armuts-Dimensionen ein:
1. Materielle Situation
2. Gesundheitsfaktoren wie Säuglingssterblichkeit, Geburtsgewicht, Impfquoten, Todesfälle durch Gewalt. Hier haben alle Industriestaaten ein hohes Niveau
3. Bildung, gemessen an den in den PISA-Studien erhobenen schulischen Leistungen, dem Prozentsatz der Schüler, die eine weiterführende Schule besuchen, der Jugendarbeitslosigkeit und den Erwartungen für die berufliche Zukunft
4. Beziehungen zu Eltern und Gleichaltrigen wie Anteil der Kinder, die in Pflegefamilien aufwachsen, Anteil der Kinder, die in Einelternfamilien aufwachsen, Zeit für gemeinsame Mahlzeiten und Gespräche mit den Kindern und Beziehungen zu Gleichaltrigen
5. Lebensweise und Risiken wie Übergewicht, Drogenmissbrauch, Risiken beim Sexualverhalten, Gewalterfahrungen und sportliche Betätigung
6. Selbsteinschätzung der Kinder unter Auswertung von Umfragen zum Thema Gesundheit, Schule und persönlichem Wohlbefinden.
Die Niederlande erreichten insgesamt den Rang der kinderfreundlichsten Nation, wobei sie in jeder der sechs Dimensionen zu den zehn besten gehörten. Großbritannien und die USA schnitten besonders schlecht ab. Es konnte keine direkte Beziehung zwischen dem Wohlergehen von Kindern und dem Bruttoinlandsprodukt pro Kopf nachgewiesen werden.

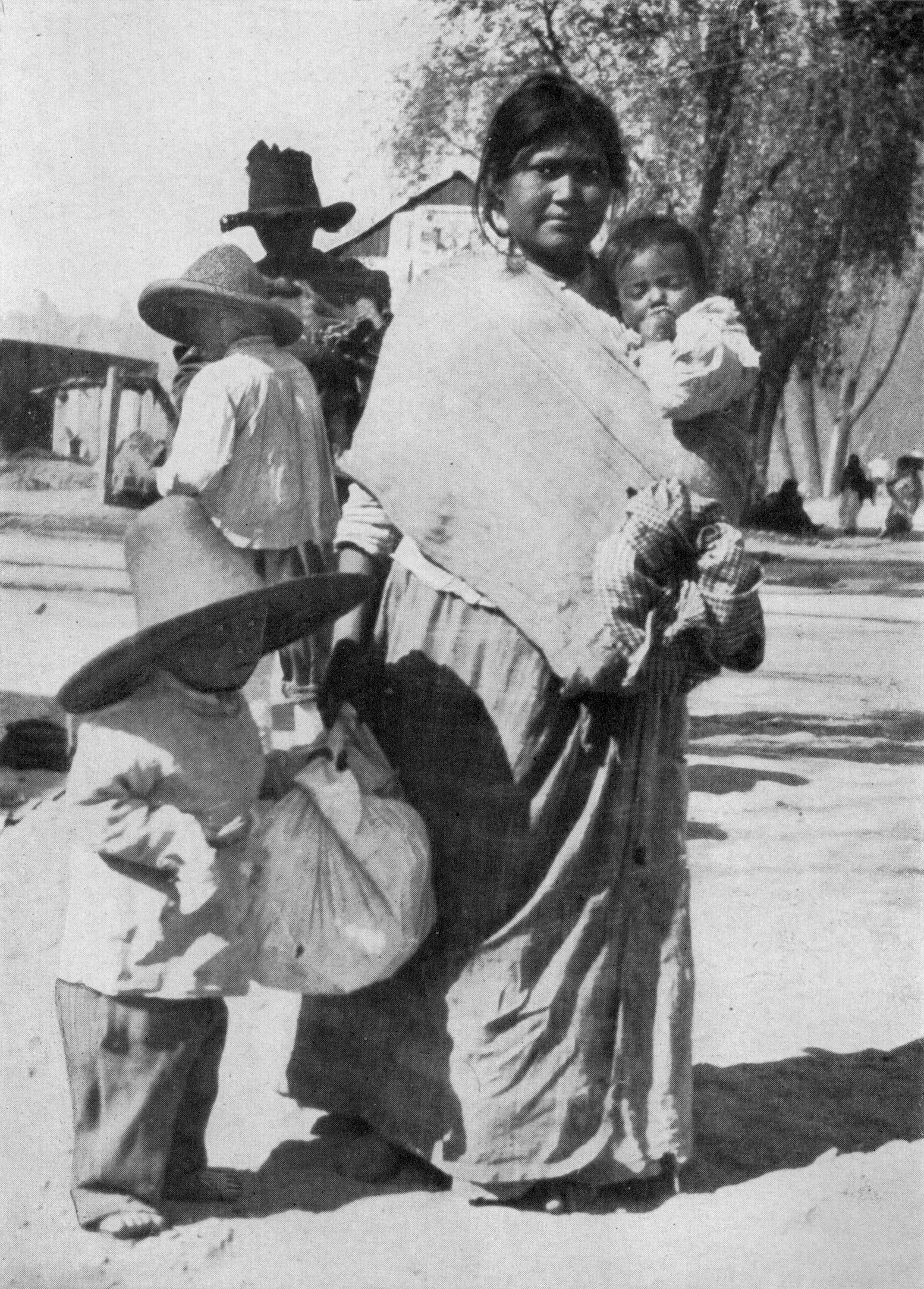
Mexikanische Mutter mit Kindern 1917. In Mexiko lebt noch 2005 fast jedes dritte Kind in Armut

Eine 2006 von der Bundeszentrale für politische Bildung durchgeführte Berechnung auf Basis von Daten aus 22 OECD-Staaten legte den Schluss nahe, dass Transferleistungen nur eine begrenzte Wirksamkeit haben könnten: eine Erhöhung der Ausgaben für familienbezogene Transfers um einen Prozentpunkt relativ zum Bruttoinlandsprodukt verringere die Kinderarmutsquote unter sonst gleichen Umständen nur um etwas mehr als einen Prozentpunkt. Gleichzeitig werde ein statistisch signifikanter Zusammenhang zwischen soziodemographischen Erklärungsfaktoren und der Kinderarmutsquote deutlich: so sei Kinderarmut in jenen Ländern besonders von Bedeutung, in denen viele Kinder in Haushalten von Alleinerziehenden leben; ein hoher Jugendquotient gehe tendenziell mit höheren Kinderarmutsquoten einher und ein hoher Altenquotient eher mit niedrigeren. Die Berechnung zeigte keinen systematischen Einfluss der Arbeitslosenquote auf die Kinderarmutsquote.
Beim Vergleich der Kinderarmutsquoten verschiedener Staaten muss bedacht werden, dass die Armutsgrenze vom Wohlstand des betreffenden Staates abhängt. Je höher der Wohlstand, desto höher die Armutsgrenze. So wären viele der deutschen armen Kinder in Polen nicht arm.
Das Ausmaß der Kinderarmut in anderen Industriestaaten wie Mexiko und der Türkei mit 19,7 % in 2000, und Bosnien-Herzegowina ist meist größer als in Deutschland. Die Spannweite bewegt sich dabei von Dänemark mit 2,4 % bis Mexiko mit 27,7 %. Italien belegt mit 16,6 % den Spitzenplatz in Bezug auf Kinderarmut innerhalb der EU. Deutschland liegt mit 10,2 % im unteren Mittelfeld. In Schwellen- und Entwicklungsländern erreicht die Kinderarmut qualitativ weit höhere Dimensionen.

### Deutschland
Die erste umfassende Milieustudie von Kindern zwischen acht und elf Jahren, die das Kinderhilfswerk World Vision Deutschland finanzierte und für die 1.600 Kinder in Deutschland befragt wurden, zeigte, dass Kinder aus sozial schwachen Elternhäusern sich schon in diesem Alter für den Rest ihres Lebens benachteiligt fühlen. Der Sozialwissenschaftler und Leiter der Studie Klaus Hurrelmann kommentierte: die schlechten Startchancen „prägen alle Lebensbereiche und wirken wie ein Teufelskreis. Wie ein ‚roter Faden‘ zieht sich eine Stigmatisierung und Benachteiligung dieser Kinder durch das ganze Leben hindurch“. Weiter belegte die Studie, dass Kinder aus sozial schwachen Schichten häufig auf sich allein gestellt sind. Da Rückhalt, Anregungen oder gezielte Förderung fehlen, sei der Alltag dieser Kinder häufig einseitig auf Medienkonsum ausgerichtet.
Die Mitautorin der Studie Sabine Andresen stellte heraus, dass die Klassengesellschaft keine neue Entwicklung sei. Erschreckend sei, wie sich in einem reichen Land wie Deutschland die Armut von Kindern „eklatant“ auf ihre Biografien auswirke. Die Forscher stellten fest, dass viele Eltern mit der Erziehung überfordert sind. Deswegen müssten alle Bereiche der Gesellschaft helfen, die Kinder starkzumachen. 2010 wurde die Studie fortgesetzt.
Laut einer im Herbst 2011 veröffentlichten UNICEF-Studie lebten ca. 14 % der Kinder in Deutschland in relativer Armut. Eine Berufstätigkeit der Eltern wirkte sich nicht nur aufgrund der besseren materiellen Versorgung und Sicherheit positiv auf die Bildung der Kinder aus. Im Mai 2012 zeigte eine weitere Studie der UNICEF, dass rund 1,2 Millionen Kinder in Deutschland in relativer Armut leben. Deutschland lag damit auf Platz 15 im Vergleich von 29 Industrienationen. Am besten schnitten Island und Schweden ab. Laut Eurostat waren 2014 rund 2,27 Millionen Kinder von Armut oder sozialer Ausgrenzung bedroht. Aus den Daten der Bundesagentur für Arbeit geht hervor, dass im Mai 2016 etwa jedes siebte Kind von Hartz IV abhängig war.
Eine 2020 veröffentlichte Studie der gemeinnützigen Bertelsmann Stiftung auf Grundlage von Daten des Instituts für Arbeitsmarkt- und Berufsforschung bezeichnete Kinderarmut als „eine der größten gesellschaftlichen Herausforderungen in Deutschland“. Nach dieser Erhebung überschattet Armut den Alltag von mehr als einem Fünftel aller Kinder in Deutschland. Laut der Studie sind 21,3 Prozent bzw. 2,8 Millionen Kinder und Jugendliche im Alter von unter 18 Jahren von Armut bedroht, was erhebliche Auswirkungen auf die soziale und kulturelle Teilhabe hat. Bei der Auswertung ist der Zusammenhang mit dem Bezug von Grundsicherung nach SGB II hervorzuheben. Ungeachtet der jahrelangen guten wirtschaftlichen Entwicklung hat sich die materielle Versorgung in den letzten Jahren nicht signifikant verbessert. Kinderarmut ist nach Ansicht der Autoren der Studie ein „ungelöstes strukturelles Problem“ in Deutschland, das durch die Auswirkungen der weltweiten Coronavirus-Pandemie noch verschlimmert wird.

#### Anzeichen und Verbreitung
Die AWO-Studie, eine Langzeitstudie im Auftrag der Arbeiterwohlfahrt unter Kindern im Vorschulalter 1997 bis 2000 und einer Teilgruppe derselben Kinder im frühen Grundschulalter 2002 bis 2005, betrachtet neun kindspezifische Dimensionen von Armut: materielle Armut, ein Teil davon ist die finanzielle Armut, anteilig am jeweiligen Haushaltseinkommen; Bildungsbenachteiligung; geistige und kulturelle Armut; soziale Armut; fehlende Werte; seelische, emotionale und psychische Armut; Vernachlässigung, falsche Versorgung und ausländerspezifische Benachteiligung.
Diese Studie weist unter anderem unterschiedliche Lebensbedingungen für Kinder nach Migrationshintergrund und Geschlecht nach. Sie stellt gesellschaftlichen und politischen Handlungsbedarf fest.
| Bundesland              | Anteil Kinder, die Sozialgeld beziehen |
| ----------------------- | -------------------------------------- |
| Bayern                  | 6,6 %                                  |
| Baden-Württemberg       | 7,2 %                                  |
| Rheinland-Pfalz         | 9,9 %                                  |
| Hessen                  | 12,0 %                                 |
| Niedersachsen           | 13,5 %                                 |
| Nordrhein-Westfalen     | 14,0 %                                 |
| Saarland                | 14,0 %                                 |
| Schleswig-Holstein      | 14,4 %                                 |
| Hamburg                 | 20,8 %                                 |
| Thüringen               | 20,8 %                                 |
| Brandenburg             | 21,5 %                                 |
| Sachsen                 | 22,8 %                                 |
| Mecklenburg-Vorpommern  | 27,8 %                                 |
| Sachsen-Anhalt          | 27,9 %                                 |
| Bremen                  | 28,1 %                                 |
| Berlin                  | 30,7 %                                 |
| Deutschland (insgesamt) | 14 %                                   |
| Stand: Juni 2005        |                                        |

Das Deutsche Kinderhilfswerk gibt jährlich den 'Kinderreport Deutschland' heraus. Dem Kinderreport Deutschland 2007 zufolge sind in der Bundesrepublik Deutschland 14 % der Kinder arm. Es wird geschätzt, dass knapp 6 Millionen Kinder in Haushalten wohnen, in denen die Eltern über ein für die Familie nicht existenzsicherndes Jahreseinkommen von 15.300 Euro verfügen. Dies sind ein Drittel der kindergeldberechtigten Eltern. Auf großes Medieninteresse stieß dabei 2007 die Feststellung einer Verdopplung der Zahl sozialhilfebedürftiger Kinder alle zehn Jahre bezogen auf den Zeitraum seit 1965. Inzwischen hat sich die Kinderarmut in Deutschland nach Berechnungen des Deutschen Kinderhilfswerkes bei ca. 2,8 Millionen Kinder eingepegelt, das ist in etwa jedes fünfte Kind unter 18 Jahren. Gemäß dem Armutsbericht der Bundesregierung 2008 ist jedes 8. Kind arm, gemäß dem Bericht zur Lage der Kinder in Deutschland von UNICEF (2008) ist es jedes 6. Kind.
Es gibt starke Unterschiede hinsichtlich der Kinderarmut. In Bayern leben nur 6,6 % der Kinder von Sozialgeld, während in Berlin 30,7 % der Kinder von Sozialgeld leben.
Noch größer fallen die Differenzen aus, wenn die „Sozialgeld-Dichte“ kleinräumiger nach Städten bzw. Landkreisen unterschieden wird: In den 388 Kreisen, zu denen Daten vorlagen, reichte sie unter den Bis-zu-14-Jährigen von 40,6 bzw. 38,6 Prozent in den Städten Görlitz bzw. Bremerhaven bis 0,29 bzw. 0,28 Prozent in den Landkreisen Ebersberg bzw. Eichstätt. In ländlichen Gemeinden lebt ein viel geringerer Teil der Kinder in Armut als in größeren Städten.
Untersuchungen von UNICEF zeigen, dass die Kinderarmutsquote in Deutschland trotz sinkender Geburtenrate deutlich schneller gestiegen ist als die Armutsquote in der übrigen Bevölkerung. Besonders schwierig ist die Situation für Kinder aus Zuwandererfamilien und Kinder von Alleinerziehenden. Die Bertelsmann Stiftung geht davon aus, dass 2023 mehr als jedes fünfte Kind und jeder vierte junge Erwachsene armutsgefährdet ist.

#### Mögliche Ursachen
Die UNICEF Teilstudie zu Deutschland „A Portrait of Child Poverty in Germany“ von 2005 wurde mit dem Augenmerk auf Unterschiede zwischen Ost- und Westdeutschland und gemäß Familienstruktur und Staatsbürgerschaft durchgeführt. Dabei wurde festgestellt, dass die Kinderarmutsquote seit 1991 angestiegen war, und zwar seit Mitte der 1990er stärker als die auf die Gesamtbevölkerung bezogene Armutsquote. Kinder in Haushalten Alleinerziehender oder in Haushalten, bei denen der Haushaltsvorstehende nicht deutscher Staatsbürgerschaft ist, waren besonders betroffen, und es bestanden signifikante Unterschiede zwischen Ost und West. Der Bericht über die Studie betonte die Rolle des Steuer- und Sozialsystems zur Verringerung des Risikos von Armut bei Kindern. Ursachen und Gegenmaßnahmen sind in der Tagespresse vielfach als Thema aufgegriffen. Der „Tagesspiegel“ hebt hervor, der „Kinderreport Deutschland 2007“ des Deutschen Kinderhilfswerkes sehe das deutsche Steuer- und Sozialrecht als entscheidenden Grund für die Entwicklung der Kinderarmut. Es bestehe eine „strukturelle“ steuerliche Benachteiligung von Familien. Das steuerfreie Existenzminimum der Kinder sei zu niedrig bemessen, Verbrauchssteuern würden Familien stärker belasten als Einzelpersonen, Sozialversicherungsbeiträge träfen niedrige Einkommen überproportional hart und die Kosten für die Kindererziehung würden allein den Eltern aufgebürdet, während die Alterssicherung von der Gesellschaft als Ganzes getragen werde. Kinderarmut in Deutschland begründet sich gemäß der Sichtweise des Deutschen Kinderhilfswerkes insbesondere darin, dass das Steuer- und Sozialsystem keine eigenständige Kindergrundsicherung vorsieht.
Christoph Butterwegge machte 2005 auf eine möglicherweise ambivalente Rolle staatlicher Transferleistungen aufmerksam: „Ehegattensplitting, Erziehungsgeld und Kindergeld sollen Frauen das Zuhausebleiben schmackhaft machen und sind damit Teil einer Familienpolitik, die Frauen unversehens in die Armut führt.“ Kinderarmut lasse sich in der Regel auf Mütterarmut zurückführen und könne durch eine höhere Erwerbsbeteiligung von Frauen verringert werden.
Der Bericht über eine Studie der OECD nannte als Ursache für die hohe Kinderarmut in Deutschland, dass Familien vor allem über Transfers und Steuernachlässe wie Kindergeld oder Kinderfreibeträge unterstützt werden, dass aber gute Betreuungsangebote der Kinderarmut wirksamer vorbeugen könnten. So sollten nach Empfehlung der OECD in Deutschland Dienstleistungen wie Kinderbetreuungen und Ganztagsschulen ausgebaut werden und mehr frühkindliche Bildung in öffentlichen
Einrichtungen angeboten werden.

#### Familiärer Hintergrund armer Kinder
Ein Bericht des DIW verweist auf Hauptbetroffene „verfestigter Armut“. Dies sind vor allem Arbeiterfamilien mit Migrationshintergrund und mehreren Kindern. Armut als Problem einer kulturell verwahrlosten neuen Unterschicht zu deuten oder als kollektive Abstiegsbedrohung der gesamten Gesellschaft zu dramatisieren, geht laut Aussage des Soziologen Olaf Groh-Samberg an der Realität vorbei.
Besonders häufig betroffen sind Kinder von Eltern ohne Schul- und Berufsabschluss. 42 % der Eltern armer Kinder haben keinen Beruf erlernt
und Kinder von Alleinerziehenden sind häufiger arm, als Paare mit ein oder zwei Kindern.

#### Landwirtskinder
In Deutschland gibt es nur wenige Landwirtsfamilien. Sie gehören mit einem monatlichen Pro-Kopf-Haushaltsnettoeinkommen unter den Familien von Ungelernten zu den Ärmsten des Landes. Landwirte verfügen dafür über relativ großes Vermögen in Form von Grundbesitz, und Einkommensarmut geht bei ihnen nicht mit Unterversorgung im Bereich der Ernährung, Wohnung und Bildung der Kinder einher. In vielen Ländern und möglicherweise auch in Deutschland existieren im landwirtschaftlichen Milieu weniger materiell ausgerichtete Wertorientierungen, was dazu führt, dass Armut bei Landwirtskindern nicht die oben erwähnten negativen Konsequenzen hat. Angesichts eines nicht nur am Geld festgemachten, sondern die gesamte Lebenslage der betreffenden Bevölkerungsgruppe betrachtenden Armutsbegriffs erscheint fraglich, ob von „echter Armut“ gesprochen werden kann. Die Arbeitszeit von Landwirten ist vor allem in den Monaten der Haupternte sehr hoch und bei einer Bewertung der Lebenslage zu berücksichtigen.

#### Kritik am Nachweis von Kinderarmut
Der Soziologe Paul Nolte hat die Behauptung aufgestellt, es gäbe keine Kinderarmut in Deutschland. Er sagte: „Wir nennen Armut, was eigentlich nur Ungleichheit ist.“ Die Unterschicht sei nicht wirklich arm, sondern nur verwahrlost. Nicht Armut sei das Hauptproblem der neuen Unterschicht, sondern der massenhafte Konsum von Fast Food und Fernsehen. Auch Alt-Bundeskanzler Helmut Schmidt stellte 2009 fest: „Überall lesen Sie zum Beispiel Überschriften, wieviel Prozent arme Kinder in Deutschland leben. Manches, was man heute als Armut beklagt, wäre in meiner Kindheit beinahe kleinbürgerlicher Wohlstand gewesen.“
Nolte beklagte, dass der Unterschicht alte bürgerliche Tugenden wie Pflichtbewusstsein, Disziplin und das Streben nach Bildung nicht mehr wichtig seien. Stattdessen habe sich eine Kultur der Verantwortungslosigkeit und Verwahrlosung gebildet.
Kinder als Armutsrisiko darzustellen ist laut Nolte nur „die halbe Wahrheit“. Kinder kämen vor allem dort zur Welt, „wo Bildung und Chancen auf sichere Erwerbstätigkeit fehlen, wo Kompetenzen selbständiger Lebensführung und verantwortlicher Erziehung verlorengegangen sind. Nicht Kinder machen arm – Armut gebiert Kinder“.
Dies wurde vom Sonderpädagogen Hans Weiß als diskriminierend kritisiert, weil es die vielfältigen, auch ökonomischen und sozialstrukturellen Bedingungen der Entstehung von sozialer Benachteiligung, Verarmung und Deklassierung vernachlässige und die Schuld auf die Betroffenen schiebe. Einschränkende materielle Bedingungen könnten, besonders wenn sie lange anhalten, zu sozialer und kultureller Unzulänglichkeit führen, wie umgekehrt unzureichende Verhaltensweisen die Auswirkungen von Armut auch für Kinder verstärkten, es ergebe sich ein Teufelskreis der Armut. Eine Studie des DIW kommt ebenfalls zu dem Schluss, dass eine kulturalistische Interpretation von Kinderarmut, wie sie Nolte vornimmt, an der Realität vorbeigehe.
Zudem gilt diese Feststellung für alle Arten der Armut in Deutschland, also nicht nur für Kinderarmut, sondern auch für Armut von Erwachsenen. In diesem Zusammenhang gilt sie für Kinder vermutlich sogar am wenigsten, da die Armutsberechnung in Deutschland Kinderarmut womöglich unterschätzt (siehe „Zur Berechnung der Kinderarmut“).

### Schweiz
2005 bezogen in der Schweiz 237.000 Personen (= 3,3 % der Bevölkerung). staatliche Unterstützung. In Städten ist die Sozialhilfequote höher als in ländlichen Regionen. Besonders gefährdet sind Kinder und Jugendliche, die mit einem Elternteil oder in kinderreichen Familien aufwachsen. Fast 17 % der Haushalte mit nur einem Elternteil bezog 2005 Sozialhilfe. Kinder und Jugendliche sind unter den Sozialhilfe beziehenden Personen mit einem Anteil von 31 % gegenüber 21 % in der Gesamtbevölkerung deutlich überrepräsentiert.

### Österreich
Österreich gibt im Vergleich zu anderen OECD-Ländern erheblich mehr Geld zur finanziellen Unterstützung von Familien mit Kleinkindern aus. Dies führt zu einer vergleichsweise geringen Kinderarmut und dazu, dass viele Frauen für mehrere Jahre aus dem Beruf aussteigen, um Hausfrau und Mutter zu werden.

### Frankreich

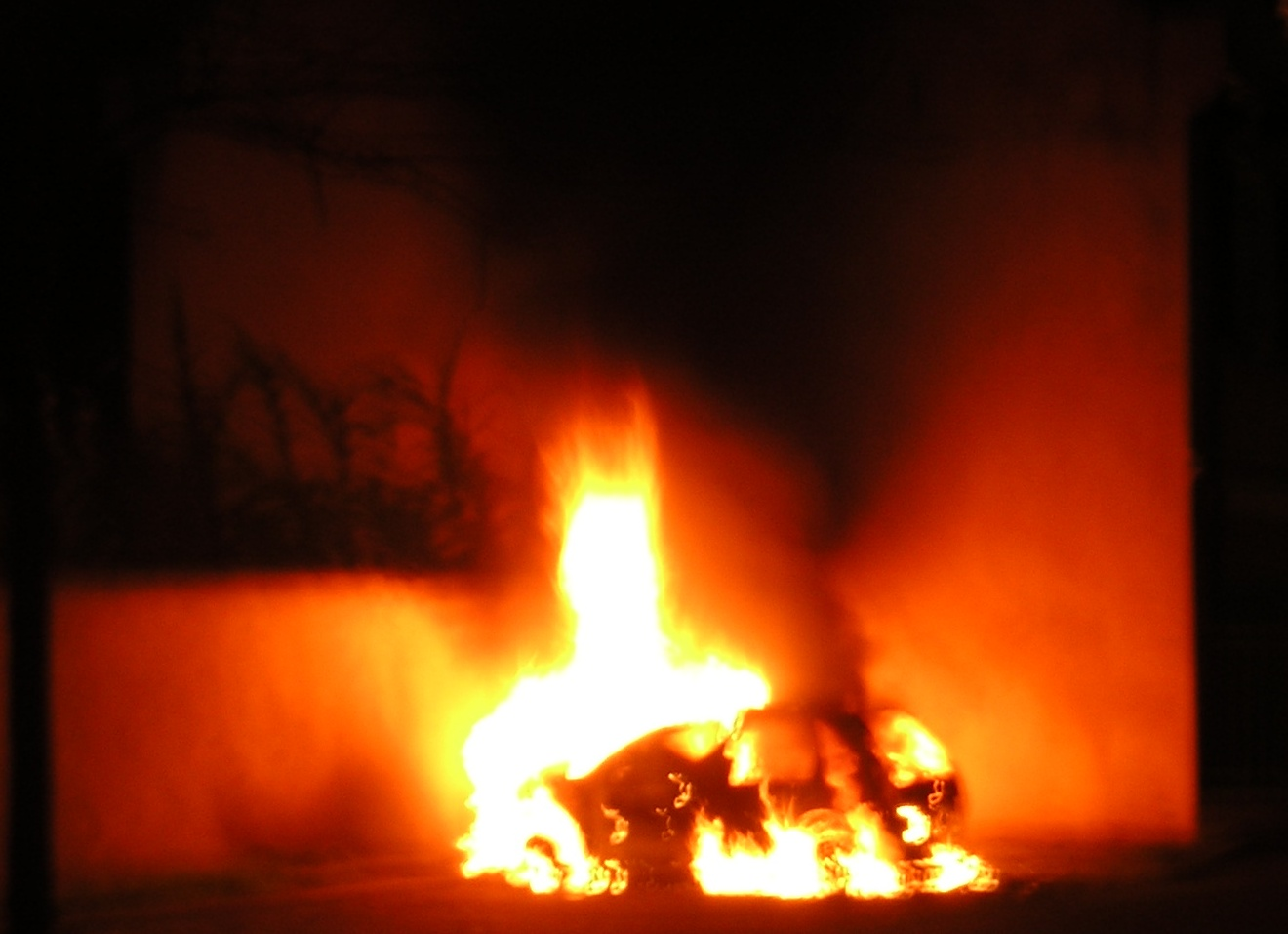
Brennendes Auto in einer Banlieue von Straßburg 2005

In Frankreich lebten 1999 eine Million Kinder unterhalb der bei 590 Euro angesetzten Armutsgrenze und waren damit im Schnitt ärmer als die übrige Bevölkerung. Für das Jahr 2005 ermittelte die UNICEF einen Kinderarmutswert von 7,5 %. Die gut ausgebaute Kinderbetreuung und das dichte Netz an Sozialhilfen speziell für junge Familien tragen zur Verhinderung der groben Nöte bei und ermöglichen später eine bessere Integration in den Arbeitsmarkt. Mit dem Alter der Kinder sinken staatliche Hilfen. Daraus resultiert ein deutlich höheres Armutsrisiko bei Familien mit älteren Kindern. Im regionalen Vergleich führt Nordfrankreich aufgrund einer hohen Arbeitslosen- und Geburtenrate die Statistik negativ an. Das Armutsrisiko von Kindern mit Eltern nichtfranzösischer Staatsangehörigkeit, speziell von Staaten außerhalb der EU, ist deutlich erhöht. Besonders prekär scheint die Situation in den Banlieues zu sein. Nach Informationen der Süddeutschen Zeitung erreichen die Immigrantenkinder dort genauso gute Schulabschlüsse wie ihre französischen Altersgenossen. Nach der Schule jedoch fänden sie keine Arbeit. Die ohnehin angespannte Situation dort eskalierte bei den Unruhen in Frankreich 2005. Dort kam es zu Gewaltausbrüchen von Jugendlichen, die ihrem Unmut über herrschende Zustände Luft machten. Der Inlandsgeheimdienst kennzeichnete die Banlieue-Unruhen als eine „Revolte in den Cités, ohne Anführer, ohne Forderungen und ohne Programm“, geleitet allein von dem gemeinsamen Gefühl der Jugendlichen, durch „ihre Armut, ihre Hautfarbe und ihren Namen“ gestraft zu sein.

### Großbritannien

#### Kinderarmutsanteil in der Bevölkerung
In Großbritannien hat sich die Anzahl der Kinder in armen Haushalten mit weniger als 60 % des Durchschnittseinkommens von 12 % 1979 auf 26 % 1996 mehr als verdoppelt und ist seitdem wieder leicht rückläufig. 2004 lebten 21 % in Armut. Die Zahl der Kinder in Armut stieg von 14 % 1979 auf 35 % 1996 und sank dann wieder auf 28 % im Jahr 2004.
Staatliche Wohlfahrt ist in Großbritannien vorrangig als Absicherung von Not- und Krisensituationen konzipiert. Nicht allgemeine Unterstützung von Familien, sondern gezielte armutsverhindernde Maßnahmen für Bedürftige kennzeichnete die Sozialpolitik bis in die 1980er. In den 1990ern wurde der hohe Anteil von Alleinerziehenden, die zu einem großen Anteil nicht erwerbstätig waren, zu einer der Hauptursachen für Armut. Großbritannien hatte eine der EU-weit höchsten Armutsquoten von Kindern in Einelternfamilien. Großbritannien nahm laut UNICEF-Studie von 2007 zur Situation der Kinder in Industrieländern insgesamt unter 21 untersuchten Staaten den letzten Rang ein.

#### Politische Hintergründe in Großbritannien
Die Arbeits-, Steuer- und Familienpolitik setzte sich die Bekämpfung der Kinderarmut als wichtigstes Ziel. In diesem Zusammenhang richteten sich politische Bemühungen, vor allem seit der Wahl von New Labour unter Tony Blair 1997, auf eine bessere Gestaltung von Transferleistungen für Kinder in Familien mit niedrigem Einkommen sowie auf die Erhöhung der Beschäftigungsrate alleinerziehender Mütter. Eine bessere Vereinbarkeit von Familie und Beruf war ein diesem Zweck untergeordnetes Ziel. Mütter wurden zu einer arbeitsmarktpolitischen Zielgruppe, in großem Maße für geringfügige Beschäftigung im Niedriglohnbereich. Schrittweise Abschaffung der ehebezogenen Transferleistung Married Couples Allowance und Ausbau des Kindergeldes ergänzt durch das einkommensabhängige zusätzliche Kindergeld Child Tax Credit erhöhten die Transferleistungen für Kinder erheblich. Kinderbetreuungsplätze wurden in großer Zahl im Umfang von einigen Stunden pro Woche zur Verfügung gestellt.
Der kindbezogene Gesetzesentwurf Children’s Bill legte Entwicklungsziele für Kinder und vielfältige Maßnahmen zu deren Erreichung fest. Neue in Grundschulen unterzubringende Zentren sollten die Early Excellence Centre und die Sure Start Programme im Interesse einer präventiven Armutsbekämpfung zu einem Programm zusammenfügen.
Tony Blair hatte nach eigenen Angaben das Ziel, die Kinderarmut innerhalb von 1999 bis 2005 um ein Viertel zu senken, bis 2010 zu halbieren und bis 2020 zu beenden. Das Ziel von 2005 wurde mit rund 700,000 aus Armut befreiten Kindern nicht erreicht; 3,4 Millionen leben noch in Armut. Nach der Studie der UNICEF von 2005 zur Kinderarmut in reichen Staaten sank die Kinderarmut zwischen 1995 und 2005 in Großbritannien um 3,1 % und damit stärker als in allen anderen OECD-Staaten.
Staatliche Maßnahmen bleiben weiterhin vorrangig auf einkommensschwache Haushalte ausgerichtet. Kritisch gesehen wird, dass Eltern der Mittelschicht ihre Kinderbetreuung oft privat organisieren. So bleiben Kinder der verschiedenen sozialen Schichten unter sich. Noch immer leben viele Kinder in peripheren Gebieten in Armut, so im schottischen Craigmillar 59,6 %.
Großbritannien gilt nach einer Studie von UNICEF von 2007 als dasjenige der untersuchten Industrieländer mit den schlechtesten Lebensbedingungen für Kinder. Dies liegt vor allem an nichtmateriellen Faktoren, die UNICEF in seine Armutsdefinition einfließen lässt. Die Beziehungen zu Eltern und Gleichaltrigen sind hier schlecht und die Lebensweise riskant. Rein materiell liegt Großbritannien auf dem 18. von 21 Plätzen.
Der Child Tax Credit wird seit April 2017 zwar weiterhin für das erste und zweite Kind gewährt, nicht aber für ein ab diesem Zeitpunkt geborenes drittes Kind, es sei denn, bestimmte Ausnahmebedingungen treffen zu (etwa Mehrlingsgeburt oder Vergewaltigung).

### Italien
Italien gibt weniger als fünf Prozent seines Bruttosozialprodukts für Sozialleistungen aus. Über 15 % der Kinder leben in relativer Armut. Mangelnde staatliche Unterstützung kann im Süden des Landes durch intakte familiale Solidarität wie verstärkter Einbeziehung von Großeltern und weiterer Mitglieder der Großfamilie teilweise kompensiert werden.

### Osteuropa
In der früheren Sowjetunion und den mitteleuropäischen Reformstaaten lebt einer UNICEF-Studie zufolge jedes dritte Kind in Armut. Ungarn wird im UNICEF-Bericht als ein besonders extremes Beispiel für die Verschlechterung der Situation von Kindern erwähnt. Ausgehend vom derzeit stark gesunkenen Durchschnittseinkommen hat sich die Armutsquote von Kindern seit 1991 von knapp sieben auf neun Prozent erhöht. Legt man das Durchschnittseinkommen von 1991 als Bezugsgröße zugrunde, so ist die Kinderarmut seit dieser Zeit auf über 20 % angestiegen. Was auf Ungarn zutrifft, gilt verallgemeinernd auch für die Situation in Polen und anderen osteuropäischen Länder.
Auch im real existierenden Sozialismus vor 1990 bestand meist erhebliche Armut. So lebten 19,8 % der Bevölkerung der UdSSR im Jahr 1975 unterhalb der Armutsgrenze.

#### Polen
Ende 2003 lebten 12 % der Polen in Armut. Sie ist vor allem ein Problem der Landbevölkerung und der Bevölkerung in den Kleinstädten des nördlichen Polens. Die Bevölkerung in den Städten dagegen ist wohlhabender. Der Norden Polens ist ärmer als der Süden. Kinderreiche Familien sind besonders betroffen. Von diesen leben 42 % in Armut. Armut in Polen geht mit einer schlechten Ernährungslage der Familien einher. Zwar konnte Tarkowska beobachten, dass die Bedürfnisse der Kinder in den Familien meistens im Vordergrund stehen, doch oft sind die Kinder trotzdem unterernährt und anfällig für Infektionen. Im Fall einer Krankheit sind die Familien oft nicht in der Lage, die Medikamente zu bezahlen. Die Wohnverhältnisse sind durch Raummangel sowie Kälte und mangelnde Hygiene aufgrund der Notwendigkeit zur Einsparung von Heiz- und Wasserkosten geprägt. Tarkowska meint, dass Kinder armer Familien in Polen praktisch keine Kindheit hätten, da sie von jung auf Erwachsenenpflichten übernehmen müssten. Bauernkinder sind oft von Kindheit an zur Arbeit auf dem Hof gezwungen. Bei einer Studie von UNICEF liegt Polen auf dem letzten Platz der untersuchten Industriestaaten, wenn es um die materielle Versorgung der Kinder geht. Insgesamt belegt Polen bei der Kinderarmut jedoch einen Platz im Mittelfeld und liegt damit knapp hinter Deutschland. Dies liegt daran, dass UNICEF hier die Bildungschancen in besonderer Art und Weise berücksichtigt sieht. Hier liegt Polen auf dem 3. Platz aller Industrienationen. Außerdem sieht UNICEF kaum Risiken in der Lebensweise. Ob die Bildungschancen in Polen tatsächlich so gut sind, wie UNICEF es sieht, ist umstritten. Laut Tarkowska beenden Kinder aus armen polnischen Familien ihre Schulkarriere oft schon nach der Grundschule und spätestens nach der Berufsschule. Dies liegt zum einen an materiellen, zum anderen an kulturellen Gründen, denn im polnischen Armutsmilieu werden früher Berufseintritt und Familiengründung im Vergleich zu Bildung höher angesehen.

#### Rumänien
Eine Studie der UNICEF Romania zeigte 2006, dass mehr als eine Million rumänischer Kinder in diesem Jahr in Armut lebte, 350.000 davon in extremer Armut. Armut unter Roma-Kindern war drei Mal höher als unter den Kindern der Mehrheitsbevölkerung. 27.000 rumänische Kinder lebten nicht in elterlicher Obhut, sondern in Institutionen oder anderen vom Staat anerkannten Einrichtungen. 73 % der rumänischen Eltern misshandelten ihre Kinder körperlich.

### USA

#### Armutsquoten und Art der Sozialfürsorge
1992 wurde in New Jersey die so genannte Family Cap eingeführt. Frauen, die schwanger werden, während sie staatlich unterstützt werden, bekommen keine zusätzliche staatliche Unterstützung für das weitere Kind. 1998 haben 22 Bundesstaaten der USA Family Caps.
Nach Angaben des Armutsberichts des Amts für Volkszählungen vom August 2005 ist in den USA die Zahl der Menschen mit Einkommen unterhalb der Armutsgrenze, die mit weniger als 19.310 Dollar im Jahr für eine vierköpfige Familie und 9.650 Dollar für Alleinstehende angesetzt wurde, 2004 zum vierten Mal in Folge angestiegen. 37 Millionen Menschen, damit 12,7 % der Bevölkerung sind arm. Dies ist ein Anstieg von 0,2 % gegenüber dem Vorjahr. Der Anstieg sei vor allem auf den höheren Anteil von armen Weißen zurückzuführen.
1996 wurde in Amerika die Sozialhilfe wie folgt geregelt: man kann sie zwei Jahre in Folge beziehen und insgesamt während des gesamten Lebens fünf Jahre. So kam es zu einem beträchtlichen Rückgang der Anzahl der Sozialhilfe-Empfänger.
1996 wurde die staatliche Sozialfürsorge als Workfare mit Arbeitsverpflichtung neu geregelt. Seitdem ist vorgeschrieben, dass Fürsorgeempfänger nach zweijährigem Bezug mindestens 30 Wochenstunden Arbeitsdienst in öffentlichen Arbeitsprogrammen leisten müssen, um weiter Leistungen zu erhalten.
Befürworter der Reformen weisen darauf hin, dass durch diese Maßnahmen die Anzahl armer Kinder abgenommen habe. Kritiker wiesen früh darauf hin, dass diese Abnahme der Kinderarmut vor allem durch eine Zunahme der Abtreibungen zu erklären sei und nicht dadurch, dass die Eltern in die Lage versetzt worden wären für ihre Kinder zu sorgen. Allein zwischen 1992 und 1996 brachten in New Jersey Frauen, die Sozialhilfe bezogen, 14057 Kinder weniger zur Welt als statistisch bei gleich bleibender Geburtenrate zu erwarten gewesen wäre. Die Abtreibungsrate lag um 1429 Fälle höher als zu erwarten. Damit stieg die Abtreibungsrate unter Sozialhilfeempfängern in New Jersey um 14 %. 28000 Kindern in New Jersey wurde wegen der Family Cap die Sozialhilfe vorenthalten.
Die USA nahmen laut Ergebnissen der UNICEF-Studie 2007 zur Situation der Kinder in Industrieländern insgesamt nach Großbritannien den vorletzten Rang unter 21 untersuchten Staaten ein. Bei dieser Studie wurden nicht nur die materiellen Bedingungen berücksichtigt, sondern auch die Dimensionen aus den Bereichen Gesundheit, Bildung, Beziehungen zu Eltern und Gleichaltrigen, Lebensweise und Risiken, sowie Selbsteinschätzung. Es sind vor allem schlechte gesundheitliche Versorgung, schlechte Beziehungen zu Eltern und Gleichaltrigen und die riskante Lebensweise, die hier die Werte der USA verschlechtern. Rein materiell belegen die USA den 17. Platz.
In den USA sind 2005 11,2 % aller Kinder unter 18 Jahren nicht krankenversichert; unter den armen Kindern sind es 19,0 %. Dies wird in den USA auch als ein bildungspolitisches Problem angesehen, da die sich daraus ergebenden gesundheitlichen Probleme der Kinder zu Einbußen beim Unterricht führen.

#### Erfolg trotz Armut
Viele der vietnamesischen „Boat People“ besaßen zu Anfang weder materielle Güter noch englische Sprachkenntnisse, verfügten nur über eine rudimentäre Bildung, lebten in sehr schlechten Wohnverhältnissen und mussten mit öffentlichen Schulen vorliebnehmen. Ihr Scheitern schien damit vorhersehbar. Umso erstaunter war die Wissenschaft, als die Kinder dieser Gruppe bei allen Leistungstests besser abschnitten als Kinder aus der Mittelschicht.
Eines der auffälligsten Ergebnisse einer Studie war, dass Kinder mit vielen Geschwistern sich als leistungsstärker erwiesen als Kinder mit wenigen Geschwistern und Einzelkinder. Dies lässt sich aufgrund der eher kollektivistisch orientierten asiatischen Kultur begreifen. Die Geschwister profitieren dabei von der gegenseitigen Hilfe.
Es konnte nachgewiesen werden, dass für die Boat People und deren Kinder Bildung ein wichtigerer Wert war als für weiße Amerikaner.
Kinder verarmter Bauernfamilien sind trotz der Armut schulisch erfolgreich und gut integriert. Gründe dafür sind starke Bindungen zwischen den Generationen, Sozialisation in produktive Rollen, starker Einsatz der Eltern und Engagement der Kirchen, Schulen und der ländlichen Gemeinschaft.
In den USA sind (Stand 2014) fast 2,5 Millionen Minderjährige obdachlos, mehr als je zuvor. Ein 2014 veröffentlichter Bericht nennt als Faktoren eine hohe Armutsquote, zu wenig bezahlbarer Wohnraum, Folgen der Wirtschafts- und Finanzkrise, die Herkunft der Kinder sowie alleinerziehender Mütter oder Väter.

### Japan
Auch in einem hochindustrialisierten Land wie Japan liegt die Kinderarmut mit 14 % deutlich höher als das OECD-Mittel. Laut einem Bericht der OECD trugen Armutsquoten unter Alleinerziehenden 2000 in wesentlichem Maße zu dieser hohen Zahl bei. Im Jahr 2002 reformierte die Regierung die Unterstützung für Alleinerziehende und schaffte für sie Anreize, eine Erwerbstätigkeit aufzunehmen. Die Armutsquote gerade unter erwerbstätigen Alleinerziehenden liegt mit über 50 % höher als diejenige unter den Alleinerziehenden, die keiner Erwerbstätigkeit nachgehen; die Armutsquote erwerbstätiger Alleinerziehender liegt in OECD-Staaten mit 20 % im Mittel wesentlich niedriger.
Kinderarmut betrifft in Japan im Gegensatz zu Deutschland weit stärker im Arbeitsleben stehende Familien als reine Transferbezieher, welche aber trotz eigenem Arbeitseinkommen nicht über die Armutsgrenze hinwegkommen. Ungefähr 70 % der erwerbstätigen japanischen Frauen ziehen sich aus dem Arbeitsmarkt zurück, nachdem sie Kinder geboren haben. Sofern japanische Mütter, wenn ihre Kinder älter sind, wieder eine Arbeit aufnehmen, tun sie dies oft im Rahmen eines gering bezahlten und unsicheren Arbeitsverhältnisses. Berufstätige Japanerinnen stehen trotz Ganztagsschulen und Ganztagsbetreuungsplätzen für die Kleinsten unter hohem Druck, da Arbeitszeiten lang sind und die Erwartung vorherrscht, dass Frauen ältere Familienmitglieder versorgen. Gegenwärtig entmutigen einige Aspekte der Regierungspolitik und Arbeitgeberpraktiken die Frauen, nach der Geburt von Kindern wieder eine Arbeit aufzunehmen.

### Republik Korea
Nach Amnesty International kam ein Bericht des World Food Programme und der UNICEF von 2006, der auch Daten der Nordkoreanischen Regierung auswertete, zu dem Ergebnis, dass im sozialistischen Nordkorea 7 % der Kinder schwer unterernährt, 37 % chronisch unterernährt und 23,4 % untergewichtig sind. Für den OECD-Staat Republik Korea (Südkorea) wurde trotz gravierender regionaler Abweichungen ein generell besseres Bild gezeichnet. „Vor 40 Jahren war das Einkommen der Familien vergleichbar mit dem von Familien in den ärmeren Staaten Afrikas. Heute liegt es näher an dem der ärmeren Ländern in Europa.“

## Gegenmaßnahmen

### Art der Maßnahmen
Es werden verschiedene Maßnahmen zur Bekämpfung von Kinderarmut und des Teufelskreis aus Armut und schlechter Bildung diskutiert, teilweise kontrovers.

#### Bildungsmaßnahmen
Es werden Betreuungs- und Bildungsangebote für sozial benachteiligte Familien: mehr Kindertagesstätten, Ganztagsschulen und Horte, mehr Sozialpädagogen, Schulpsychologen und betreute Freizeitangebote gefordert. Betreuungsangebote in den Schulen am Nachmittag sind umstritten, seit die 21st Century Community Learning Centers zu keiner Verbesserung der Schulleistung und zu einer Verschlechterung des Sozialverhaltens armer Kinder geführt haben. Die Soziologin Jutta Allmendinger forderte die Einführung eines „Systems von Gemeinschafts- und Gesamtschulen“, um den Kreislauf aus Armut und Bildungsarmut zu durchbrechen. Die kompensatorische Erziehung hat das Ziel, die Leistungen von Kindern aus sozial schwachen Familien zu steigern. Unter den verschiedenen nur teilweise erfolgreichen Programmen ist das US-amerikanische Head-Start-Programm das weltweit umfangreichste. Selbsthilfe der betroffenen Familien wie in HIPPY, einem Programm, bei dem Migranteneltern mit ihren Kindern Deutsch üben, ist ein Mittel, die eigene Kompetenz zu stärken. Bei Versuchen in den USA mit Bildungsgutscheinen, die bei privaten High-Schools oder Nachhilfelehrern eingelöst werden konnten, zeigte die Gruppe derjenigen, die Gutscheine erhalten hatten, kaum signifikante Leistungssteigerungen gegenüber der Kontrollgruppe. Deswegen sehen viele Wissenschaftler Bildungsgutscheine nicht als geeignetes Mittel, die Schulleistungen benachteiligter Gruppen zu verbessern. Integration des Themas Kinderarmut in die Lehrerausbildung ist eine weitere Idee. So kann gegen den Missstand vorgegangen werden, dass Lehrer wenig Kenntnis über Kinderarmut haben. Auch Kurse mit besonders hohen akademischen Ansprüchen innerhalb des staatlichen Schulsystems werden debattiert. In den USA heißen diese Career Academies. Der Schüler bewirbt sich mit einem Motivationsbrief, in dem er auch die soziale Situation seiner Familie schildert. Arme Kinder werden gezielt bevorzugt. Career Academies führen dazu, dass Schüler häufiger einen Schulabschluss machen, später häufiger einen Hochschulabschluss machen und mehr verdienen. Der Soziologe Lord Ralf Dahrendorf fordert eine Mindestquote der Studierenden aus bildungsfernen Schichten. Diese Quote soll der amerikanischen affirmative action ähneln.

#### Sonstige Maßnahmen
Von Kinderschutzorganisationen wird die verfassungsmäßige Verankerung von Kinderrechten eingefordert. Zudem sollen alle Industrieländer die Kinderrechtskonvention der UN umsetzen. So erkennt sie die Bundesrepublik Deutschland nicht vollständig an. Die Einführung und Erhöhung von Transferleistungen wie Kindergeld, Erziehungsgehalt, Elterngeld und zweckgebundener Beihilfen ist ein weiterer Vorschlag. In Deutschland schaffte die Bundesregierung 2005 mit der Einführung von Hartz IV die einmaligen Beihilfen für Kinderbekleidung und Schulbedarf ab. Dies wurde durch den Deutschen Kinderschutzbund als armutsverschärfend kritisiert, da der Kinderanteil bei Hartz IV in Höhe von 208 Euro den Bedarf nicht decke und direkte Beihilfen sinnvoll seien. Eine bessere Vereinbarkeit von Familie und Beruf im Sinne einer Arbeitsintegration der Eltern (insbesondere allein erziehender Mütter) kann eine Ursache von Kinderarmut beheben, dazu dienen Ausbau von Ganztagsschulen und Förderung von Betriebskindergärten und familienfreundlichen Arbeitszeitmodellen. Auch Suppenküchen und Volksküchen, die eine öffentliche Essensausgabe für Bedürftige, gratis oder gegen geringes Entgelt bieten, können wirken, ebenso gemeinnützige Hilfsorganisation wie „Tafeln“, die qualitativ einwandfreie Lebensmittel, die im Wirtschaftskreislauf nicht mehr verwendet und ansonsten vernichtet werden würden, an Bedürftige verteilen. Die Anzahl der Tafeln stieg in den letzten Jahren auf bis über 700 an.

### Wirksamkeit früher Hilfen für arme Kinder
Es gibt kaum deutsche Forschungsbefunde, doch solche aus Amerika geben Anlass zu vorsichtigem Optimismus. Die Wirksamkeit der Interventionsprogramme ist nach diesen an einige Voraussetzungen gebunden, etwa möglichst frühzeitiger und intensiver Intervention, gestützt auf Kooperationsbereitschaft der betroffenen Familie und Bereitstellung von Schutz, Sicherheit und verlässlichen Beziehungen zu erwachsenen Bezugspersonen. Auch finanzielle, soziale und emotionale Unterstützung, konkrete Hilfen in der Alltagsgestaltung sowie Beratung und Unterstützung in Fragen des förderlichen Zusammenlebens mit den Kindern hilft. Wichtig erscheint, die Angebote auf die jeweiligen Möglichkeiten und Bedürfnisse des Kindes und der Familie individuell zuzuschneiden und Kontinuität der Maßnahmen insbesondere über die biographischen Übergänge wie den Eintritt in den Kindergarten oder in die Schule hinweg zu sichern. Für die längerfristige Wirkung der Förderung der Kinder durch Programme wie Head Start ist erforderlich, gleichzeitig Familiensituation und Beziehungen zur Nachbarschaft zu verbessern.

## Darstellung in den Medien
Seit Beginn der Industrialisierung ist Kinderarmut Sujet literarischer Werke, das bekannteste ist Charles Dickens’ Roman Oliver Twist. Erich Kästner schrieb die Lieder „Legende, nicht ganz stubenrein“ und „Weihnachtslied, chemisch gereinigt“. Paul Young ist ein weiterer Liedtexter, der sich mit Kinderarmut beschäftigt hat. Monty Python thematisieren im Sketch „Four Yorkshiremen“ und im Film „Monty Python’s The Meaning of Life“ Kinderarmut in britischen Arbeitervierteln. Eli Reed drehte 1988 den Dokumentarfilm „America’s children: Poorest in the Land of Plenty“ (deutsch: Amerikas Kinder: Die Ärmsten im Land des Überflusses). Neuere Filme sind mit dem 1993 erschienenen „Raining Stones“ von Ken Loach und Stephen Daldrys „Billy Elliot – I Will Dance“ zu nennen.